# Dipodarctus subterraneus
Dipodarctus subterraneus är en djurart som tillhör fylumet trögkrypare, och som först beskrevs av Jacqueline Renaud-Debyser 1959.  Dipodarctus subterraneus ingår i släktet Dipodarctus och familjen Halechiniscidae. Inga underarter finns listade i Catalogue of Life.